# Problème einstein
Ne doit pas être confondu avec Énigme d'Einstein.
En géométrie plane, le problème einstein (à ne pas confondre avec le physicien Albert Einstein) s'interroge sur l'existence d'une tuile unique connexe formant un pavage apériodique du plan. En allemand, « ein Stein » signifie « un pavé ».
En mars 2023, quatre chercheurs, David Smith, Joseph Samuel Myers, Craig S. Kaplan et Chaim Goodman-Strauss annoncent qu'ils ont trouvé une telle tuile polygonale qu'ils appellent « le chapeau »,. Le chapeau est un polygone à 13 côtés, réunion de huit cerfs-volants tracés dans un réseau d'hexagones et de leurs médianes (voir figure). Cette tuile permet de réaliser un pavage apériodique du plan.
Toutefois  ce recouvrement apériodique du plan est une juxtaposition utilisant le chapeau et son retourné par une symétrie axiale (tuiles foncées sur la figure).
10 semaines plus tard, la même équipe poste une nouvelle pré-publication à propos d'une nouvelle famille de formes appelée "spectre" liée au "chapeau" qui permet de paver le plan uniquement à partir de rotations et translations. Le spectre ne nécessite pas de se combiner à son reflet pour former un pavage apériodique, contrairement au chapeau. De plus, tous les pavages formés avec cette forme ou son reflet sont apériodiques, et aucun pavage composé du spectre et de son reflet ne l'est.

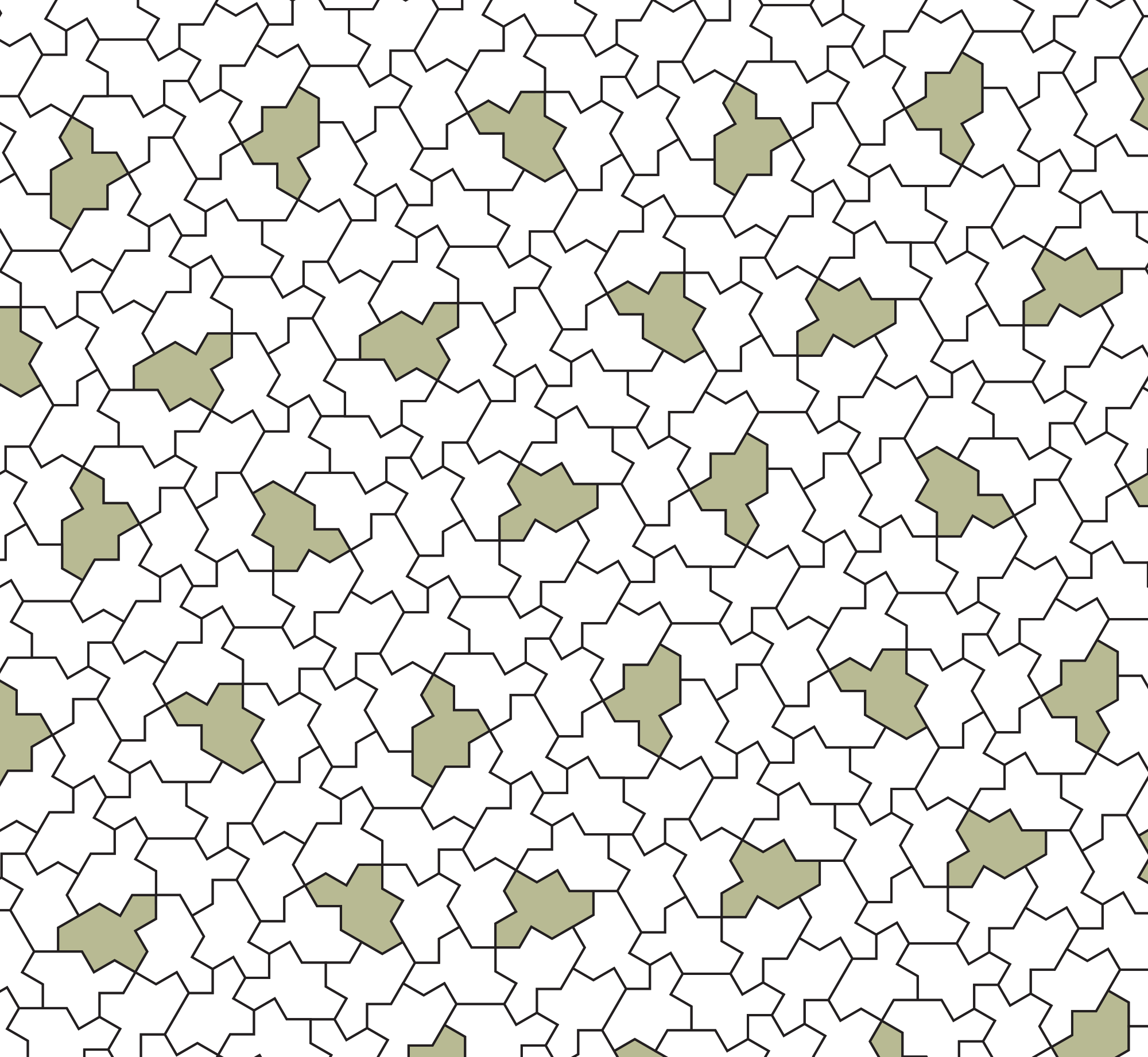
Agencement des tuiles-spectres pour un pavage du plan. Le coloriage des tuiles tient compte de leur orientation.

Solution non-connexe du problème (en), découverte en 2010[6].
Agencement correspondant de la solution ci-contre à gauche.
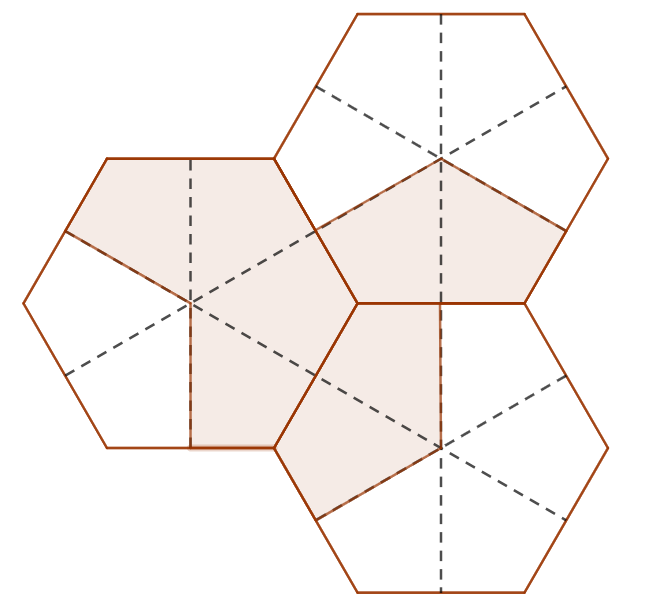
Tuile connexe appelée "chapeau" solution du problème proposée en mars 2023, construite à partir d'hexagones réguliers.
Agencement des tuiles-chapeaux pour paver le plan. Les tuiles rouge foncé sont retournées.
Tuile connexe appelée "spectre" solution du problème einstein proposée en mai 2023.